# Быстров, Пётр Александрович
Пётр Алекса́ндрович Быстро́в (15 июля 1979, Горький, РСФСР, СССР) — российский футболист, полузащитник. Имеет опыт игры в клубе на позициях правого полузащитника, левого полузащитника, крайнего защитника. Играл в молодёжной сборной России. За национальную сборную России сыграл 2 матча.

## Карьера в клубах
Воспитанник нижегородской детско-юношеской спортивной школы «Локомотив». Первый матч в Кубке Интертото Пётр провёл против югославской команды «Пролетер» (Зренянин). Эта игра в основном происходила в центре поля, без ворот. 18-летний Быстров, проведший на поле всю игру, на третьей дополнительной минуте забил единственный гол в этом матче. Быстров подхватил мяч перед штрафной, обошел четырех защитников и покатил мяч в нижний угол. Тренер команды Валерий Овчинников сказал, что это будущая надежда нижегородского, да и российского футбола.
В 17-летнем возрасте в составе нижегородского «Локомотива» дебютировал в чемпионате России 3 мая 1997 года в матче 8-го тура «Локомотив» НН — «Алания» Владикавказ, проигранном его командой 1:3. В первом же сезоне сыграл в чемпионате России в 18 матчах. По итогам чемпионата 1997 года «Локомотив» покинул высшую лигу, и следующий год провёл в первом дивизионе, где занял 2-е место и вновь вернулся уже в высший дивизион России.
После «Локомотива» выступал за команды «Динамо» Москва, «Сатурн» Раменское. С 2006 года выступал в составе клуба «Москва».
В начале 2009 года оформил контракт с «Рубином». Для футболиста приоритетным стало участие «Рубина» в Лиге чемпионов, где дебютировал в матче с киевским «Динамо» 24 ноября.

### Травма
13 июня 2009 года после матча 12-го тура Премьер-Лиги с «Ростовом» (0:2) Быстров был доставлен в больницу. Хавбек в компенсированное время упал на газон в центре поля и подняться смог только с посторонней помощью. Врачи дежурной бригады «скорой» в раздевалке оказали Быстрову первую помощь, после чего он был госпитализирован в Межрегиональный клинико-диагностический центр. Первоначальный диагноз, поставленный Быстрову, — отёк головного мозга, тепловой удар и дегидратация, геморрагический инсульт. Впоследствии диагноз «геморрагический инсульт» не подтвердился. Это стало известно после томографии, которая была сделана футболисту в больнице. Было установлено, что у Быстрова «сильнейший тепловой удар», но кровоизлияния в мозг нет.
Снова вышел на поле 25 октября 2009 года в 26-м туре на замену, снова с «Ростовом», на этот раз в гостях. «Рубин» победил в этом матче со счетом 2:1.
В конце января 2013 года у Быстрова истек контракт с «Рубином» и он стал свободным агентом. После этого в возрасте 33 лет Быстров завершил карьеру игрока из-за отсутствия подходящих предложений. Как говорил сам Быстров в интервью «Советскому Спорту», именитые клубы не хотели рисковать, беря в состав хорошего игрока но с нестабильным здоровьем и тот самый тепловой удар в 2009 году повлиял на всю дальнейшую карьеру.

## Карьера в сборной
Сыграл два матча в составе сборной России:
- 7 июня 2003. Швейцария — Россия 2:2. 32 минуты, вышел на замену
- 20 августа 2003. Россия — Израиль 1:2. 90 минут

До этого выступал за молодёжную сборную России: 6 матчей (в 4-х из них капитан команды), 5 голов.

## Достижения
- Финалист Кубка России: 2006/07
- Чемпион России (1): 2009
- Обладатель Кубка России (1): 2011/12
- Обладатель Суперкубка России: 2010, 2012
- В списках 33 лучших футболистов чемпионата России (1): № 3 (2005)